# 喜多川式麿
喜多川 式麿（きたがわ しきまる、生没年不詳）とは、江戸時代の浮世絵師。

## 来歴
渓斎英泉編著の『无名翁随筆』には歌麿の門人としているが、伝存する作に文化以前のものが見出せないことから、歌麿門下の喜多川月麿の門人であろうといわれている。姓は東海林（しょうじ）、名は澄。俗称は平次右衛門（または平右衛門）。字は足水、牛欄舎とも号す。小石川水道橋牛天神下に住んでいた。画姓に喜多川を称し、文化の頃に錦絵や版本の挿絵、肉筆画を描いている。版本の挿絵は文化7年（1810年）刊行の合巻『復讎高野紅葉』（かたきうちこうやもみじ : 十返舎一九作）、同年刊行の『桜ケ池』などがある。

## 作品

### 錦絵
- 「今容女歌仙」　大判　揃物

### 肉筆画
| 作品名                       | 技法     | 形状・員数 | 寸法（縦x横cm） | 所有者                       | 年代 | 落款       | 印章 | 備考       |
| ---------------------------- | -------- | ---------- | --------------- | ---------------------------- | ---- | ---------- | ---- | ---------- |
| 遊女立姿図（手をふく美人図） | 紙本着色 | 1幅        | 101.1x27.2      | 東京国立博物館               |      | 「式麿筆」 | 花押 |            |
| 芸妓図                       | 絹本着色 |            |                 | 浮世絵太田記念美術館         |      |            |      | 宿屋飯盛賛 |
| 羽子板を持つ娘図             | 絹本着色 |            |                 | 浮世絵太田記念美術館         |      |            |      |            |
| 子の日の遊び図               | 絹本着色 |            |                 | 京都府（京都文化博物館管理） |      |            |      |            |
| 手毬遊び図                   | 紙本着色 | 1幅        | 35.8x63.1       | クラクフ国立美術館           |      | 「式麿筆」 | 無   |            |